# Calanticaria bicolor
Calanticaria bicolor là một loài thực vật có hoa trong họ Cúc. Loài này được (S.F.Blake) E.E.Schill. & Panero mô tả khoa học đầu tiên năm 2002.